# Ängelholms församling
Ängelholms församling är en församling i Bjäre-Kulla kontrakt i Lunds stift. Församlingen ligger i Ängelholms kommun i Skåne län och utgör ett eget pastorat.

## Administrativ historik
Församlingen bildades 16 oktober 1516 genom en utbrytning ur Rebbelberga församling. 
Församlingen var till 1568 moderförsamling i pastoratet Ängelholm och Barkåkra för att därefter till 1610 utgöra ett eget pastorat. Från 1610 till 1681 var den annexförsamling i pastoratet Munka-Ljungby och Ängelholm för att därefter till 22 januari 1731 vara annexförsamling i pastoratet Össjö, Tåssjö, Munka-Ljungby och Ängelholm. Från 22 januari 1731 till 1737 var församlingen åter eget pastorat för att därefter till 1962 vara annexförsamling i pastoratet Munka-Ljungby och Ängelholm. Från 1962 till 2010 var den moderförsamling i pastoratet Ängelholm, Höja och Rebbelberga. År 2010 införlivades Höja och Rebbelberga församlingar och församlingen utgör sedan dess ett eget pastorat.

## Organister och klockare
| Verksam          | Namn                 | Levnadstid | Övrigt                |
| ---------------- | -------------------- | ---------- | --------------------- |
| 1740-1749        | Tomas Andersson      |            | Klockare              |
| (1749) 1752-1789 | Jacob Kull           | 1726–1789  | Klockare och organist |
| 1790-1801        | Jacob Kull           |            | Klockare och organist |
| 1930–            | Carl Eric Rosenquist | 1906–1982  | [ 4 ]                 |

## Kyrkobyggnader

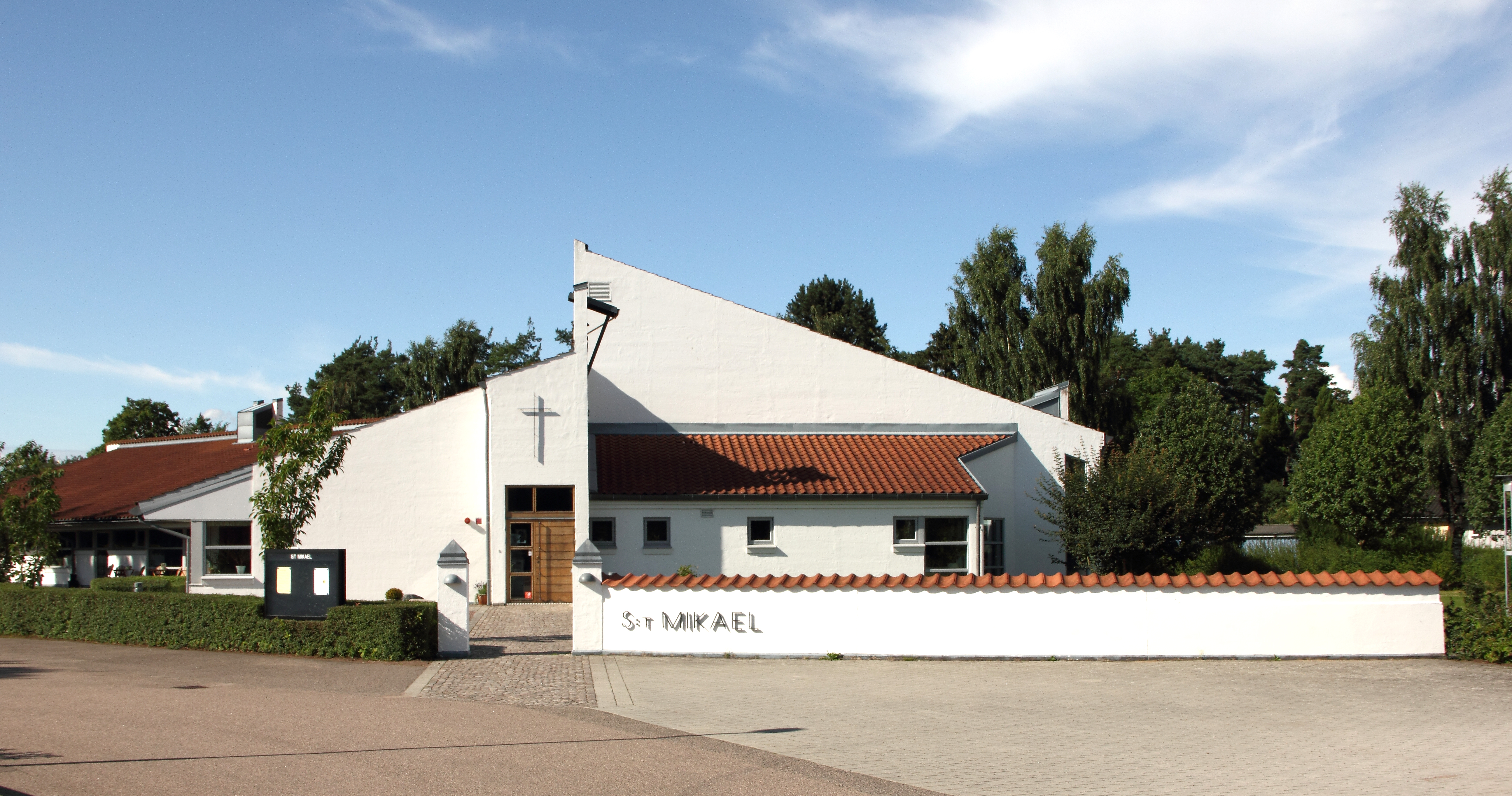
Sankt Mikaels kyrka
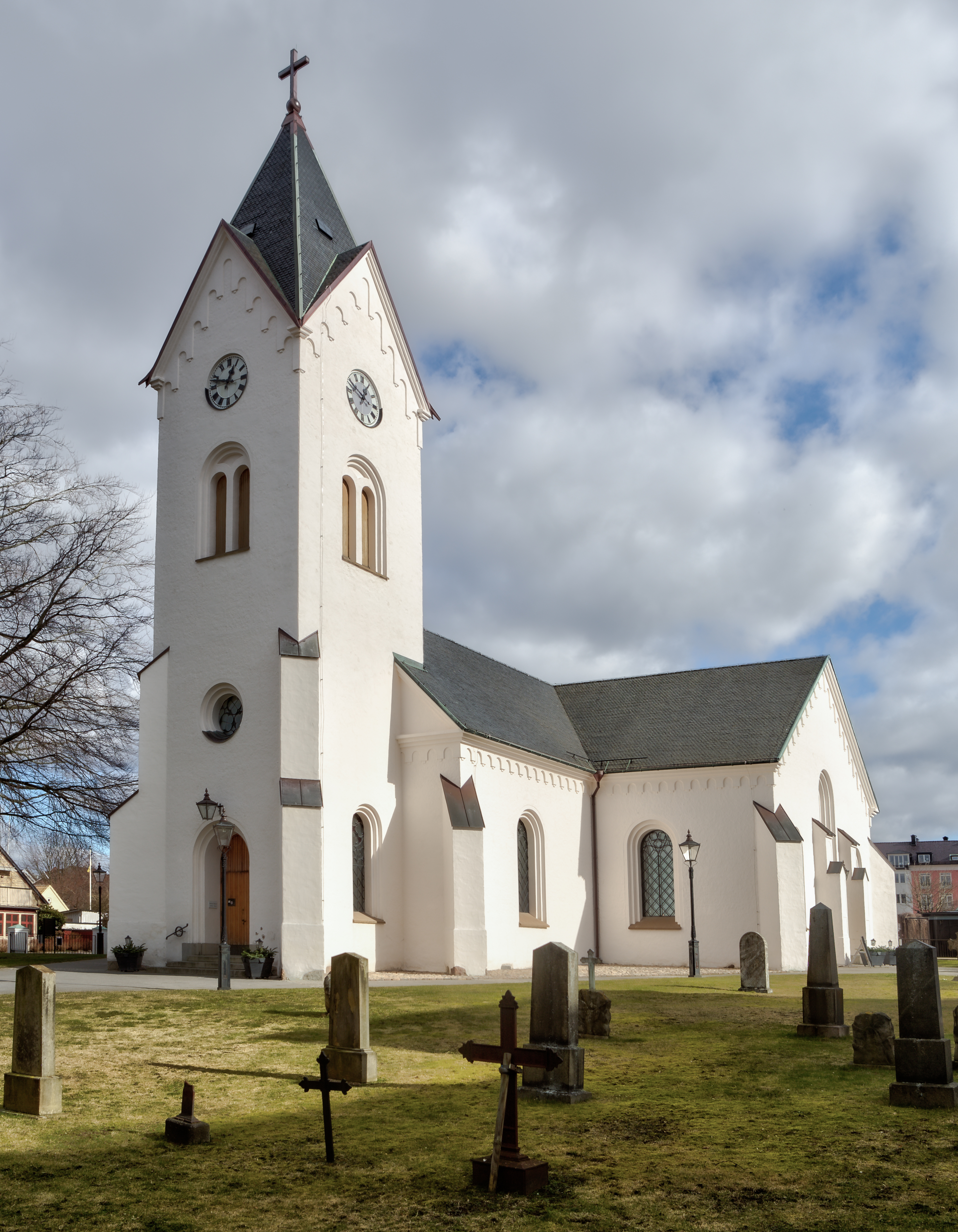
Ängelholms kyrka
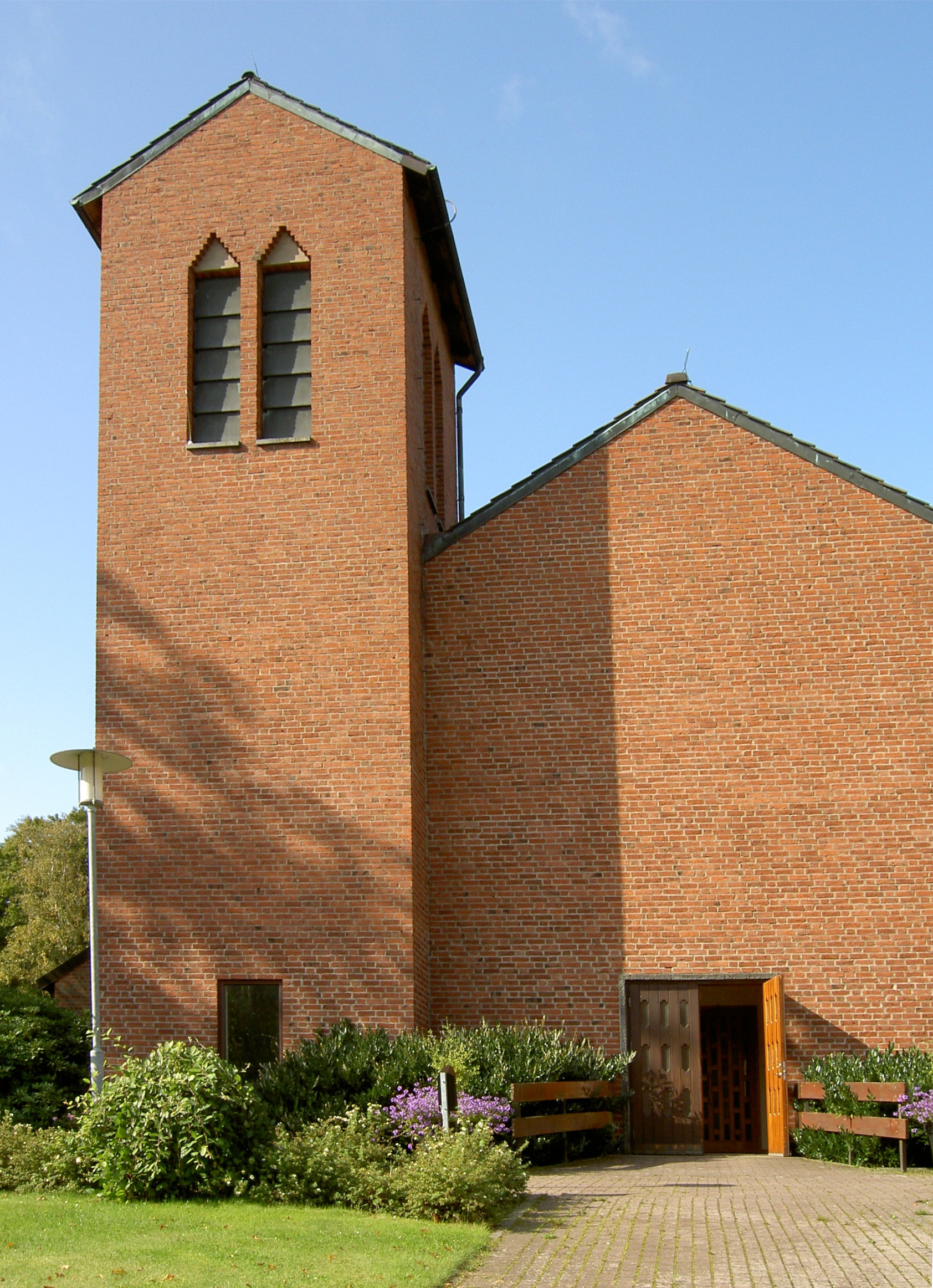
Heliga korsets kapell
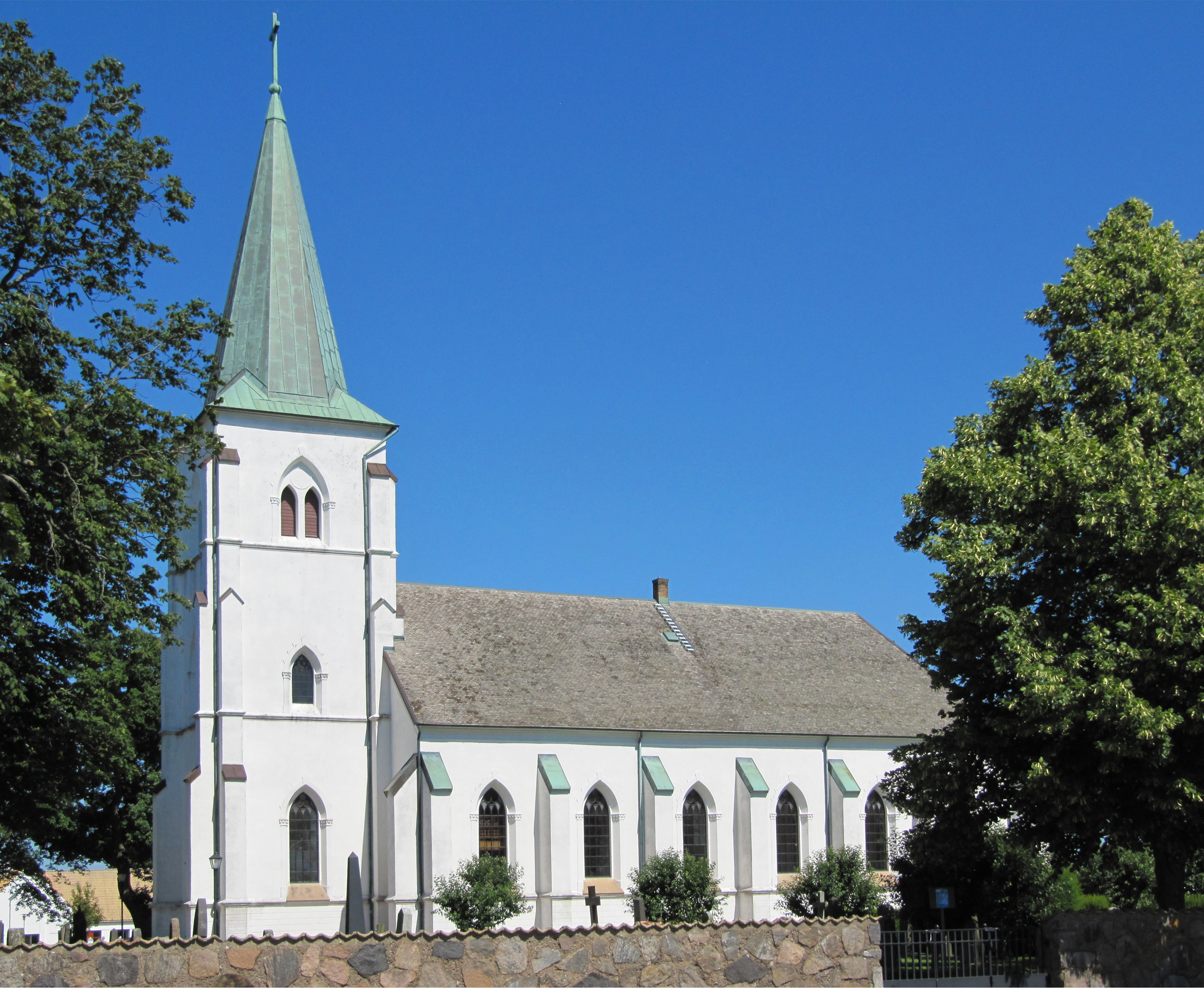
Höja kyrka
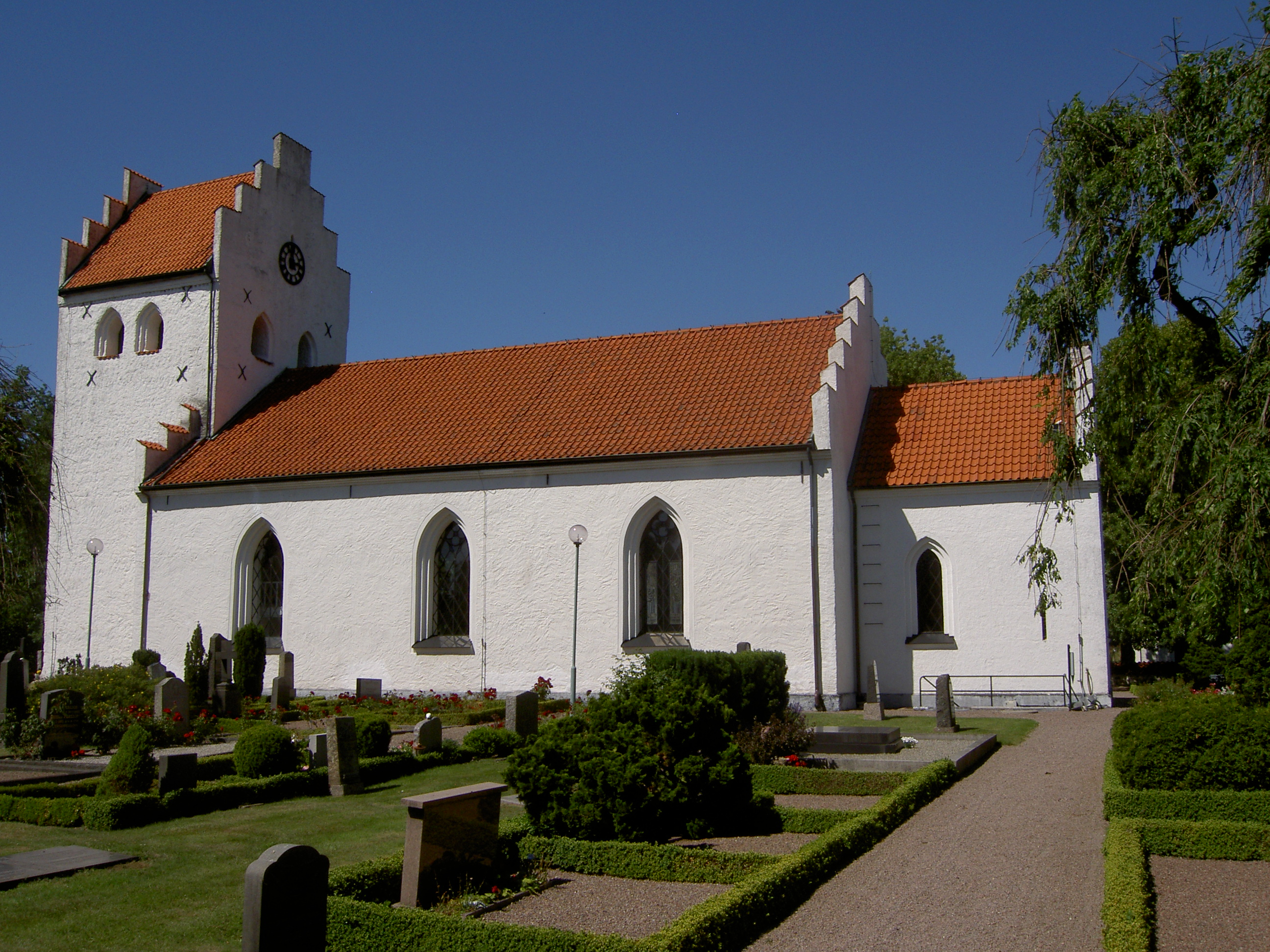
Rebbelberga kyrka